# 普費勒茨格拉本河

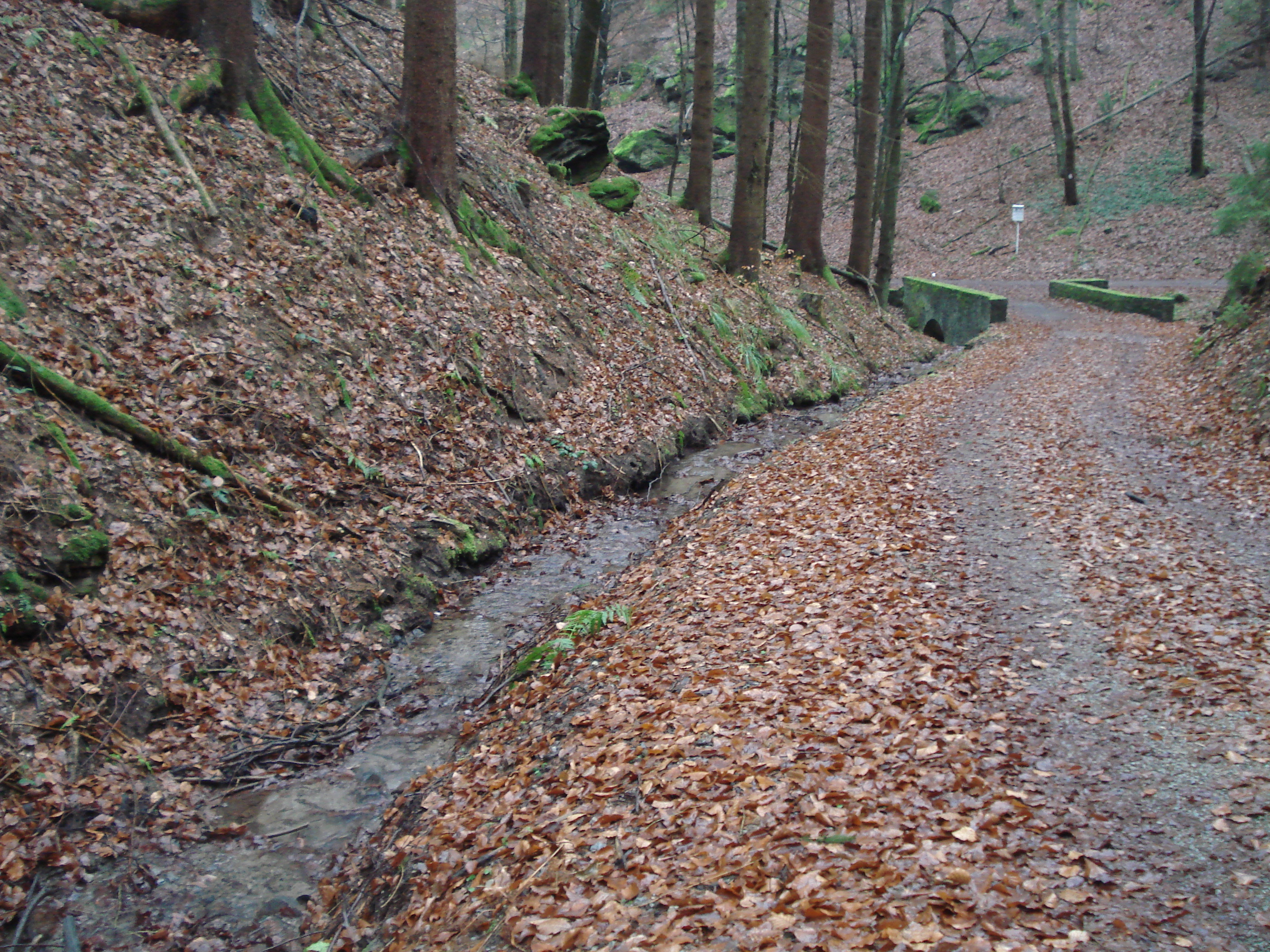

50°1′35.47″N 9°5′23.99″E / 50.0265194°N 9.0899972°E
普費勒茨格拉本河（德語：Pfählertsgraben），是德國的河流，位於該國東南部，由巴伐利亞負責管轄，屬於呂克斯巴赫河的左支流，河道全長1.1公里，流域面積0.5平方公里。